# Pseudocrania
Genre
Pseudocrania est un genre éteint de brachiopodes de la famille des Craniidae et dont les espèces ont vécu durant l'Ordovicien inférieur et moyen il y a environ entre 470 et 455 Ma (millions d'années).

## Systématique
Le genre Pseudocrania a été créé en 1851 par le paléontologue irlandais Frederick McCoy(1817~1823-1899) avec pour espèce type Pseudocrania divaricata.
Pour Paleobiology Database ce genre ne comporte plus aucune espèce.

## Publication originale
- (en) Frederick M'Coy, « On some new Cambro-Silurian Fossils », Annals and Magazine of Natural History, Londres, Taylor & Francis, vol. 8, no 47,‎ 1851, p. 387-409 (ISSN 0374-5481, OCLC 1481361, DOI 10.1080/03745486109494991, lire en ligne).